# سيباستيان فليشر
سيباستيان فليشر (بالدنماركية: Sebastian Fleischer)‏ هو متسابق يخت دنماركي، ولد في 26 ديسمبر 1993 في هيليسينكور في الدنمارك.

## وصلات خارجية
- سيباستيان فليشر على موقع الاتحاد الدولي للملاحة الشراعية (موقع جديد) (الإنجليزية)
- سيباستيان فليشر على موقع الاتحاد الدولي للملاحة الشراعية (موقع قديم) (الإنجليزية)
- سيباستيان فليشر على موقع اللجنة الأولمبية الدولية (الإنجليزية)
- سيباستيان فليشر على موقع أوليمبيديا (الإنجليزية)